# Golec uOrkiestra
Golec uOrkiestra este o formație muzicală poloneză care combină sunetele tradiționale și etnice ale muzicii din Carpați cu mai multe genuri muzicale care se învecinează cu muzica pop, alternativă, rock'n'roll, rhythm and blues și jazz. A fost fondată în 1998 de frații gemeni, Paweł și Łukasz Golec, și Edyta Golec (soția lui Łukasz), născută Mędrzak. Numele grupului se referă la ortografia dialectală („u” înainte de cuvântul „orchestră”).
Trupa a lansat hituri precum: „Szarpany”, „Bornetka”, „Crazy Is My Life”, „Słodycze”, „Pędzi się nie”, „Nie ma nic”, „Cine apreciază”, „Pentru că vara este în flăcări”, „ Pomarańcza”, „Viața este muzică”, „Młody maj”, „Ściernisco” și „Górą Ty”. De asemenea, a compus și a scris cântecul „Leć muzyczko” dedicat Papei Ioan Paul al II-lea.
Aceasta este una dintre cele mai cunoscute trupe muzicale din Polonia.